# Ekkehard IV
Miniatury św. Jana Ewangelisty

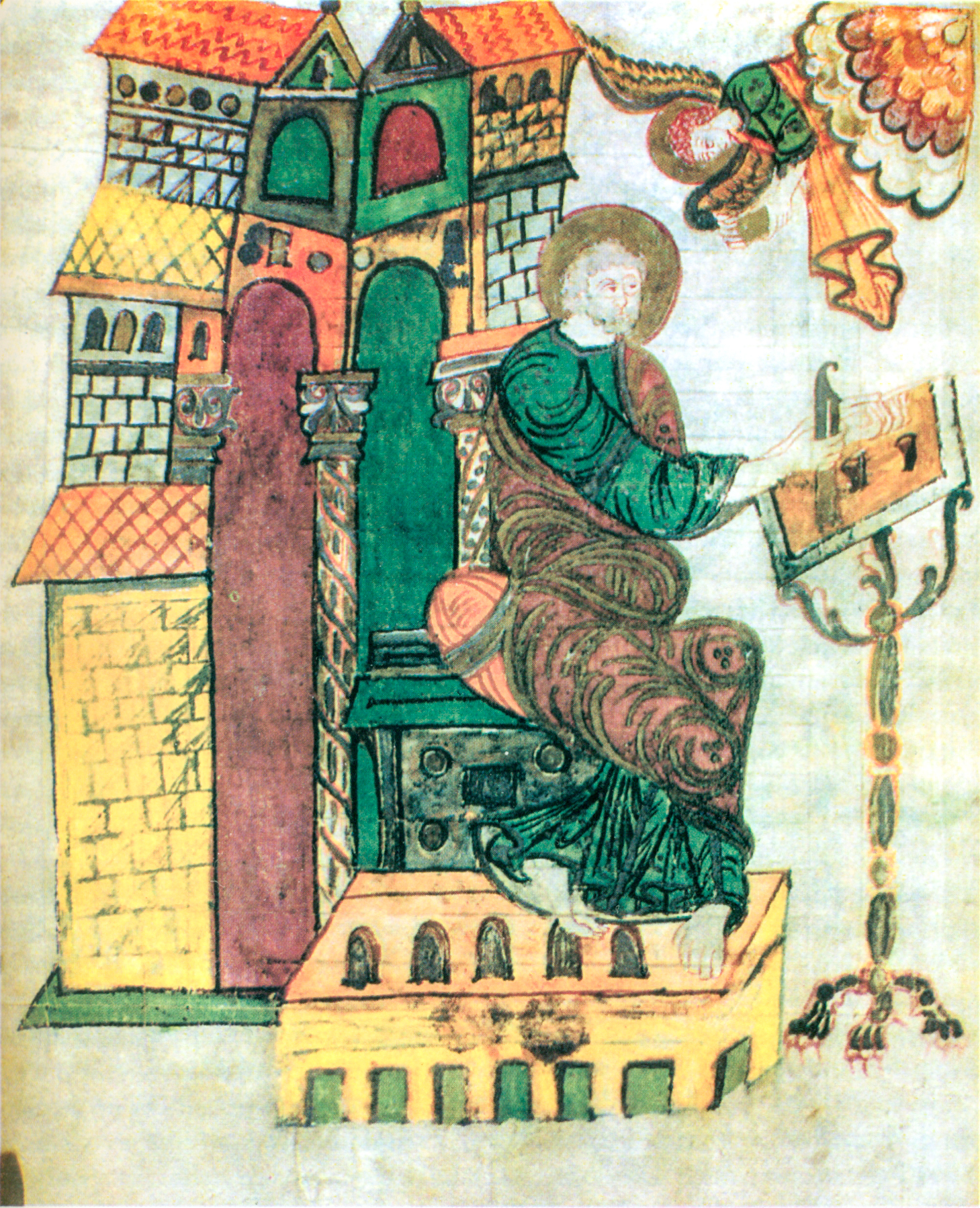
Miniatura św. Jana Ewangelisty i klasztoru St. Gallen

Ekkehard IV (zmarł po 1057 roku) – benedyktyn z St. Gallen. W latach około 1040–1050 sporządził kronikę (Przypadki) obejmującą dzieje klasztoru w latach 883–972. Niemiecki pisarz Joseph Victor von Scheffel napisał na jej podstawie powieść historyczną Ekkehard (1855).
Podstawowym źródłem informacji była dla Ekkeharda IV ustna tradycja opactwa; w minimalnym stopniu wykorzystał źródła pisane (roczniki klasztoru, dokumenty z przywilejami, żywoty św. Udalryka z Augsburga, Galla, Otmara, Wiborady). Ponieważ nie konfrontował ich ze sobą jego relacja charakteryzuje się zaburzoną chronologią wydarzeń, myleniem dat i osób.
Skupia się głównie na opisie działalności szkolnej i artystycznej swojej wspólnoty, charakterystykach jej najważniejszych członków (braci Notkera „Jąkały”, Izona, Marcellusa, Ratperta, Tuotilona, Hartmanna), obyczajowości, przestrzeganiu reguł zakonu. Na szczególną uwagę zasługuje opis najazdu Węgrów na klasztor w 926 r. oraz wizyty władców niemieckich Karola III Grubego (4–6 XII 883), Konrada I Frankońskiego (26–29 XII 911), Ottona I Wielkiego i jego syna Ottona II (14 VIII 972).
Styl dzieła jest zbliżony do gawędziarskiego i pełen anegdot. Przyczyny niedokończenia pracy nie są znane. Zachowała się w sześciu kopiach (XII–XV w.).
Przeredagował też najstarszy żywot św. Wiborady i dialog Notkera „Jąkały” pt. Metrum de vita sancti Galli.